# Да Силва Шагас, Каики
Ка́ики да Си́лва Ша́гас (порт.-браз. Kayky da Silva Chagas; родился 11 июня 2003, Рио-де-Жанейро) — бразильский футболист,  вингер английского клуба «Манчестер Сити», выступающий на правах аренды за бразильский клуб «Баия».

## Клубная карьера
Уроженец Рио-де-Жанейро, Каики начал футбольную карьеру в академии клуба «Флуминенсе», выступая за команду по мини-футболу.В 2020 году помог команде «Флуминенсе» до 17 лет выиграть чемпионат Бразилии в возрастной категории до 17 лет.
В 2021 году Каики был переведён в основной состав «Флуминенсе», а 4 марта 2021 года дебютировал за клуб в матче Лиги Кариока против «Резенди», выйдя на замену Мигелу Силвейре. 6 апреля 2021 года забил свой первый гол на профессиональном уровне, открыв счёт в матче против «Макаэ». 11 апреля забил свой второй гол за «Флу» в матче против «Нова-Игуасу», пройдя на дриблинге четырёх соперников.
13 апреля 2021 года было объявлено, о соглашении между «Флуминенсе» и английским клубом «Манчестер Сити» по переходу Каики в июне 2022 года. Согласно условиям соглашения, «Сити» должен отдать за переход бразильца 10 млн евро плюс бонусы. Также в договоре прописано, что «Флуминенсе» получит 20 % от суммы будущей продажи игроки игрока английским клубом. 26 октября 2021 года Каики дебютировал за команду «Манчестер Сити» до 21 года в матче Трофея Английской футбольной лиги против клуба «Ротерем Юнайтед».
7 января 2022 года дебютировал в основном составе «Манчестер Сити» в матче Кубка Англии против «Суиндон Таун», выйдя на замену Коулу Палмеру. 12 февраля дебютировал в Премьер-лиге, выйдя на замену Рияду Махрезу в матче против «Норвич Сити».
26 августа 2024 года перешёл на правах аренды в роттердамскую «Спарту». 19 октября дебютировал в Эредивизи в матче с «Алмере Сити», выйдя на замену вместо Мохаммеда Нассоха на 80-й минуте. 18 декабря дебютировал в Кубке Нидерландов, появившись на замену в матче против «Гоу Эхед Иглз». Всего за пять месяцев Каики сыграл за роттердамцев семь матчей во всех турнирах. 31 января 2025 года «Спарта» объявила о расторжении договора аренды.
7 февраля 2025 года бразильский «Баия» объявил об аренде Каики до конца года.

## Карьера в сборной
В 2019 году Каики сыграл в трёх товарищеских матчах за сборную Бразилии до 16 лет.

## Стиль игры
Чаще всего выступает на позиции правого вингера. Обладает хорошим дриблингом, из-за чего его сравнивают с Неймаром.